# Neacomys paracou
Neacomys paracou — вид мишоподібних гризунів родини Хом'якові (Cricetidae). 

## Поширення, екологія
Країни поширення: Бразилія, Французька Гвіана, Гаяна, Суринам, Венесуела. Вид в цьому нічному роду зустрічається в низинних районах, де харчуються насінням, комахами та фруктами. Розмір приплоду становить від 2 до 4.

## Загрози та охорона
Немає великих загроз у цей час. Цей вид зустрічається в кількох охоронних територіях.